# Auvers-sur-Oise
Auvers-sur-Oise (pronúncia em francês: [o.vɛʁ.syʁ.waz]) é uma comuna francesa, situada no departamento de Val-d'Oise na Região de Ilha de França.
Conhecida internacionalmente por causa dos pintores impressionistas, Charles-François Daubigny, Paul Cézanne, Jean-Baptiste Camille Corot, Camille Pissarro e pós-impressionista Vincent Van Gogh que aqui estiveram. Vincent Van Gogh pintou aqui 70 das suas obras nos seus últimos meses de vida, e seu corpo foi enterrado no cemitério da cidade, ao lado de seu irmão, Theo.